# 34225 Fridberg
34225 Fridberg este o planetă minoră (asteroid), cu un diametru de 6,764 km, din centura de asteroizi. A fost descoperită pe 25 august 2000 la Experimental Test Site⁠(d) de Lincoln Near-Earth Asteroid Research. 
Obiectul prezintă o orbită caracterizată de o semiaxă mare de 2,3799052 UAi, o excentricitate de 0,16, o înclinație de 4,95267 ° în raport cu ecliptica.